# Federico IV di Salm-Kyrburg
Federico IV Ernesto Ottone Filippo Antonio Furniberto di Salm-Kyrburg (Parigi, 14 dicembre 1789 – Bruxelles, 14 agosto 1859) fu principe di Salm-Kyrburg e del Sacro Romano Impero. Assieme a Costantino Alessandro Giuseppe di Salm-Salm (1762-1828) è considerato uno dei più importanti Principi di Salm della sua epoca.

## Biografia
Federico IV proveniva da una famiglia molto particolare: suo padre era il famoso Federico III di Salm-Kyrburg (1745-1794), progettista ed ideatore dell'Hôtel de Salm a Parigi, mentre sua madre era la Principessa Giovanna Francesca Antonia di Hohenzollern-Sigmaringen (1765-1790). Federico IV rimase orfano in giovane età. Sua madre morì nel 1790 al Castello di Kirn, mentre suo padre venne ghigliottinato durante la rivoluzione francese a Parigi, il 25 luglio 1794.
Secondo i concordati stabiliti nel 1803, Federico IV venne dichiarato sovrano con un precettore e ottenne anche un terzo della parte ceduta ai Salm del principato vescovile di Münster (secolarizzato e diviso tra vari Stati nello stesso 1803), ottenendo in seguito Bocholt e Ahaus come ricompensa per la perdita del principato paterno di Salm-Kyrburg, sulla riva sinistra del Reno, il quale era stato ceduto alla Francia dopo il trattato di Lunéville del 1801. Gli altri due terzi dei territori concessi alla famiglia vennero ceduti a Costantino di Salm-Salm: i due principi governarono assieme unendo i loro domini nel Principato di Salm.
Dal momento però che Federico IV non aveva ancora raggiunto l'età per governare, gli fu tutore lo zio, il Principe Maurizio di Salm-Kyrburg (1761-1813), assieme alla zia, la Principessa di Hohenzollern-Sigmaringen (1760-1841).
Nel 1806 Federico IV si fece tra i promotori della fondazione della Confederazione del Reno, una confederazione di stati posta sotto il protettorato di Napoleone. Con questa alleanza, Federico IV ottenne la piena sovranità sul proprio stato, divenendo uno stato satellite della Francia.
Federico IV intraprese anche la carriera militare nel 1806, frequentando la scuola militare di Fontainebleau, ascendendo presto alla carica di ufficiale e seguendo Napoleone in Spagna (1808) e partecipando alla Battaglia di Wagram nel 1809, divenendo Colonnello dell'armata francese con le campagne in Italia.
Nel 1810 il principato passò sotto il governo francese e dopo il congresso di Vienna del 1815, non venne più ricostituito nel Principato di Salm-Kyrburg, ma continuò ad esistere come Principato di Salm, unito agli altri domini della casata, nel progetto di semplificazione degli stati tedeschi he seguì alla caduta di Napoleone.

## Matrimonio e figli
Il Principe Federico IV sposò nel 1815 Cécile Prévôt, Baronessa di Bordeaux (1783-1866), che gli diede un unico figlio, Federico V di Salm-Kyrburg (1823-1887), che fu l'erede del principato.

## Ascendenza
|                                                         |                                                                  |                                                      | Genitori                                                        |  |  | Nonni |  |  | Bisnonni                             |  |  | Trisnonni                   |  |
|                                                         |                                                                  |                                                      |                                                                 |  |  |       |  |  | 8. Heinrich Gabriel von Salm-Kyrburg |  |  | 16. Karl Florentin von Salm |  |
|                                                         |                                                                  |                                                      |                                                                 |  |  |       |  |  | 8. Heinrich Gabriel von Salm-Kyrburg |  |  | 16. Karl Florentin von Salm |  |
|                                                         |                                                                  | 17. Marie Gabrielle de Lalaing                       |                                                                 |  |  |       |  |  | 8. Heinrich Gabriel von Salm-Kyrburg |  |  |                             |  |
| 4. Philipp Joseph, principe di Salm-Kyrburg             |                                                                  |                                                      |                                                                 |  |  |       |  |  | 8. Heinrich Gabriel von Salm-Kyrburg |  |  |                             |  |
|                                                         |                                                                  | 9. Marie Thérèse de Croÿ, baronessa di Fay           | 18. Philippe François de Croÿ, marchese di Warneck              |  |  |       |  |  |                                      |  |  |                             |  |
|                                                         |                                                                  | 9. Marie Thérèse de Croÿ, baronessa di Fay           | 18. Philippe François de Croÿ, marchese di Warneck              |  |  |       |  |  |                                      |  |  |                             |  |
|                                                         |                                                                  | 9. Marie Thérèse de Croÿ, baronessa di Fay           | 19. Claudine Françoise de La Pierre du Fay, signora di Malderen |  |  |       |  |  |                                      |  |  |                             |  |
| 2. Friedrich III, principe di Salm-Kyrburg              |                                                                  | 9. Marie Thérèse de Croÿ, baronessa di Fay           |                                                                 |  |  |       |  |  |                                      |  |  |                             |  |
|                                                         |                                                                  | 10. Maximilian, principe di Hornes                   | 20. Philippe Emmanuel, principe di Hornes                       |  |  |       |  |  |                                      |  |  |                             |  |
|                                                         |                                                                  | 10. Maximilian, principe di Hornes                   | 20. Philippe Emmanuel, principe di Hornes                       |  |  |       |  |  |                                      |  |  |                             |  |
|                                                         |                                                                  | 10. Maximilian, principe di Hornes                   | 21. Marie Anne Antoinette de Ligne                              |  |  |       |  |  |                                      |  |  |                             |  |
| 5. Maria Theresia von Hornes                            |                                                                  | 10. Maximilian, principe di Hornes                   |                                                                 |  |  |       |  |  |                                      |  |  |                             |  |
|                                                         |                                                                  | 11. Marie Bruce, baronessa di Melsbroek              | 22. Thomas Bruce, III conte di Elgin                            |  |  |       |  |  |                                      |  |  |                             |  |
|                                                         |                                                                  | 11. Marie Bruce, baronessa di Melsbroek              | 22. Thomas Bruce, III conte di Elgin                            |  |  |       |  |  |                                      |  |  |                             |  |
|                                                         |                                                                  | 11. Marie Bruce, baronessa di Melsbroek              | 23. Charlotte d'Argenteau, contessa d'Esneux                    |  |  |       |  |  |                                      |  |  |                             |  |
| 1. Friedrich IV, principe di Salm-Kyrburg               |                                                                  | 11. Marie Bruce, baronessa di Melsbroek              |                                                                 |  |  |       |  |  |                                      |  |  |                             |  |
|                                                         | 12. Joseph Friedrich Ernst, principe di Hohenzollern-Sigmaringen | 24. Meinrad II, principe di Hohenzollern-Sigmaringen |                                                                 |  |  |       |  |  |                                      |  |  |                             |  |
|                                                         | 12. Joseph Friedrich Ernst, principe di Hohenzollern-Sigmaringen | 24. Meinrad II, principe di Hohenzollern-Sigmaringen |                                                                 |  |  |       |  |  |                                      |  |  |                             |  |
|                                                         | 12. Joseph Friedrich Ernst, principe di Hohenzollern-Sigmaringen | 25. Johanna Katharina von Montfort-Tettnang          |                                                                 |  |  |       |  |  |                                      |  |  |                             |  |
| 6. Karl Friedrich, principe di Hohenzollern-Sigmaringen | 12. Joseph Friedrich Ernst, principe di Hohenzollern-Sigmaringen |                                                      |                                                                 |  |  |       |  |  |                                      |  |  |                             |  |
|                                                         |                                                                  | 13. Marie Franziska von Oettingen-Spielberg          | 26. Franz Albrecht, principe di Oettingen-Spielberg             |  |  |       |  |  |                                      |  |  |                             |  |
|                                                         |                                                                  | 13. Marie Franziska von Oettingen-Spielberg          | 26. Franz Albrecht, principe di Oettingen-Spielberg             |  |  |       |  |  |                                      |  |  |                             |  |
|                                                         |                                                                  | 13. Marie Franziska von Oettingen-Spielberg          | 27. Johanna Margaretha, baronessa di Schwendi                   |  |  |       |  |  |                                      |  |  |                             |  |
| 3. Johanna Franziska von Hohenzollern-Sigmaringen       |                                                                  | 13. Marie Franziska von Oettingen-Spielberg          |                                                                 |  |  |       |  |  |                                      |  |  |                             |  |
|                                                         |                                                                  | 14. Franz Wilhelm, conte di Hohenzollern-Berg        | 28. Meinrad II, principe di Hohenzollern-Sigmaringen (= 24)     |  |  |       |  |  |                                      |  |  |                             |  |
|                                                         |                                                                  | 14. Franz Wilhelm, conte di Hohenzollern-Berg        | 28. Meinrad II, principe di Hohenzollern-Sigmaringen (= 24)     |  |  |       |  |  |                                      |  |  |                             |  |
|                                                         |                                                                  | 14. Franz Wilhelm, conte di Hohenzollern-Berg        | 29. Johanna Katharina von Montfort-Tettnang (= 25)              |  |  |       |  |  |                                      |  |  |                             |  |
| 7. Johanna von Hohenzollern-Berg                        |                                                                  | 14. Franz Wilhelm, conte di Hohenzollern-Berg        |                                                                 |  |  |       |  |  |                                      |  |  |                             |  |
|                                                         |                                                                  | 15. Maria Katharina von Waldburg-Zeil                | 30. Johann Christoph von Waldburg, conte di Zeil                |  |  |       |  |  |                                      |  |  |                             |  |
|                                                         |                                                                  | 15. Maria Katharina von Waldburg-Zeil                | 30. Johann Christoph von Waldburg, conte di Zeil                |  |  |       |  |  |                                      |  |  |                             |  |
|                                                         |                                                                  | 15. Maria Katharina von Waldburg-Zeil                | 31. Maria Franziska von Montfort                                |  |  |       |  |  |                                      |  |  |                             |  |
|                                                         |                                                                  | 15. Maria Katharina von Waldburg-Zeil                |                                                                 |  |  |       |  |  |                                      |  |  |                             |  |